# Tyler Walker
Tyler J. Andrew Walker (* 17. Oktober 1996 in Nottingham) ist ein englischer Fußballspieler, der seit 2020 beim Zweitligisten Coventry City unter Vertrag steht. Er ist der Sohn des langjährigen Spielers von Nottingham Forest und englischen Nationalverteidigers Des Walker.

## Karriere

### Nottingham Forest
Der aus der eigenen Jugendakademie stammende Tyler Walker debütierte am 18. März 2015 für den englischen Zweitligisten Nottingham Forest bei einem 2:0-Heimsieg über Rotherham United. Am 6. April 2015 erzielte er den ersten Treffer für seinen Heimatverein beim 2:2 beim FC Brentford.
Am 24. März 2016 wurde der Nachwuchsstürmer bis zum Saisonende an den Tabellenersten der dritten Liga Burton Albion ausgeliehen.
Ende Januar 2018 wurde Walker bis zum Saisonende der EFL Championship 2017/18 an die Bolton Wanderers ausgeliehen. Am 29. Juni 2018 erfolgte eine weitere Ausleihe an den Viertligisten Mansfield Town. Für Mansfield erzielte er 22 Tore in der EFL League Two 2018/19 und hatte damit einen wesentlichen Anteil am Einzug in die Play-offs, in denen der Verein jedoch vorzeitig scheiterte.
Zu Beginn der neuen Spielzeit verlieh ihn Forest für ein weiteres Jahr, diesmal an den Drittligisten Lincoln City. Da Walker auch in der höheren Spielklasse seine Treffsicherheit mit 14 Ligatoren unter Beweis stellte und Forest Verstärkung für den eigenen Angriff benötigte, beendete der Verein am 30. Januar 2020 die Ausleihe vorzeitig.

### Coventry City
Ende August 2020 verpflichtete der Zweitliga-Aufsteiger Coventry City Tyler Walker und stattete ihn mit einem bis 2023 gültigen Vertrag aus. In seiner ersten Spielzeit in Coventry erzielte er sieben Treffer in der EFL Championship 2020/21. Nachdem er in der Hinrunde der anschließenden Saison nicht wie erhofft zum Zuge kam, verlieh ihn der Verein am 18. Januar 2022 an den Drittligisten FC Portsmouth.